# HD 82514
HD 82514，又名CD-35 5751，SAO 200462、HR 3790，是一颗恒星，视星等为5.87，位于銀經263.56，銀緯11.45，其B1900.0坐标为赤經9h 27m 22.5s，赤緯-35° 11.45′ 8″。